# Sirhind
|  | Per a altres significats, vegeu «Canal de Sirhind». |

Sirhind és una ciutat i consell municipal del Panjab (Índia) al districte de Fatehgarh Sahib. El nom oficial del consell municipal és Sirhind-Fatehgarh però generalment conegut només com a Sirhind. Consta al cens del 2001 amb una població de 50.788 habitants. El 1901 tenia 5.415 habitants.
El nom derivaria de "Sar-i-Hind" que vol dir "frontera de l'Índia" o "Cap de l'Índia". Però també hi ha la teoria que el nom deriva dels aris sairindhes, que van viure a la zona al segle vi.

## Història
La tradició la fa fundada per Sahir Rao, senyor de Lahore, que era el 166è descendent de Krishna. Encara que petita ja era coneguda a l'inici de l'era cristiana. Varahamihira (505 – 587) en el seu tractat Brihat Samhita, l'esmenta com a Satudar Desh; en aquest temps estava habitada pels aris sairindhes que potser li van deixar el seu nom modern. El pelegrí i viatger xinès Huan Tsang, que va visitar el territori al segle VII diu que Sirhind fou la capital del districte de Shitotulo o Shatadru (modernament riu Sutlej). El 1012 fou capital de la dinastia hindushàhida i ho va restar fins a la part final del segle xii quan fou conquerida pels chauhans. Sota Prithwi Raj Chauhan (1168-1192), el darrer governant rajput de Delhi, va esdevenir un centre militar. Ferishta diu que Sirhind formava el límit oriental del regne de Jai Pal, el rei brahman d'Ohind, que ha estat confós amb Bhatinda. Al segle xiii va passar a mans dels musulmans i el 1361 va esdevenir capital d'un districte format de la divisió de l'antic feu de Samana, a petició de Jala al-Din de Bukharà, guia espiritual del sultà de Delhi Firuz Shah Tughluk (1351-1388). Fou Fuiruz qui va fer construir un canal agafant aigua del Sutlej. El 1415 Sayyid Khidr Khan, el primer sultà de la dinastia Sayyid, va nomenar al seu fill el malik-ush-shark Malik Mubarak, governador de Firozpur i Sirhind amb Malik Sadhu Nadira com el seu lloctinent o subgovernador; el 1416 aquest darrer fou assassinat per Tughan Rais i altres turcs, però el governador de Samana, Zirak Khan, va sufocar la revolta; el 1420 Khird Khan va derrotar el rebel Sarang Khan a Sirhind, llavors sota govern de Malik Sultan Shah Lodi; fou a Sirhind que Malik Bahlol Shah Lodi va agafar el títol de sultà el 1451. La tomba de la seva filla morta el 1497 encara es conserva.
Sota Akbar el Gran fou capital províncial i fiou el moment en què la ciutat va arribar al seu cim. Queden molts edificis d'aquesta època incloent el fort Aam Khas Bhag; es diu que la ciutat tenia llavors 360 mesquites, jardins, tombes, caravanserralls i fonts; fou lloc d'origen del sant nakshabandita (o nakhshabàndida) Ahmad Sirhindi (~1564-1624), el mausoleu del qual, el Rauza Sharif, es troba a la ciutat. A l'Imperi Otomà era coneguda com a Serhend.
Dos fills del sikh Guru Gobind Singh, anomenat Fateh Singh i Zorawar Singh, hi foren enterrats vius el 12 de desembre de 1705 per orde del governador local Wazir o Bazid Khan; al lloc del fet hi ha avui dia la Gurdwara Fatehgarh Sahib, a uns 5 km al nord de la ciutat. Durant la decadència mogol fou saquejada diverses vegades. El 1708 fou atacada per Banda Bairagi el cap sikh, que la va saquejar i va matar el governador Bazid Khan. El 1761 Ahmad Shah Durrani en va nomenar governador a Zain Khan. El febrer de 1763 el governador Zain Khan fou derrotat a Manhera i la ciutat completament destruïda pels sikhs dirigits per Jassa Singh Ahluwalia (que ja havia conquerit Lahore el 1758) i el seu territori fou repartit entre diversos caps i la ciutat fou pel príncep de Patiala. Les seves ruïnes anaven entre una zona a 2 km de la posterior estació ferroviària i un altre punt a uns quants km. Shah Zaman de Kabul fou enterrat a una tomba a la rodalia.